# 王冠角菊石
王冠角菊石（學名：Corongoceras）是生存在早白堊紀海洋中的一屬菊石，其化石被發現於南美、南歐、尼泊爾和古巴等地。

## 特徵
王冠角菊石和布蘭佛德菊石類似，殼體兩側Y字形分叉的肋條在腹側並不相連，而形成一道縱向的溝，可見兩者的親緣關係很近，但是王冠角菊石的殼體略寬，且殼側約一半的位置（即肋條分叉處）有一個明顯的結節，有些標本上還能見到保存良好的棘刺，是本屬和布蘭佛德菊石屬最大的不同之處。

## 物種[1]
- Corongoceras alternans
- Corongoceras cordobai
- Corongoceras evolutum
- Corongoceras lotenoense

## 外部連結
- 網絡生命大百科
- . Paleobiology Database.